# Arcidiocesi di Gatineau
L'arcidiocesi di Gatineau (in latino Archidioecesis Gatinensis) è una sede metropolitana della Chiesa cattolica in Canada. Nel 2021 contava 265.805 battezzati su 369.174 abitanti. È retta dall'arcivescovo Paul-André Durocher.

## Territorio
L'arcidiocesi comprende la regione dell'Outaouais nel Québec in Canada.
Sede arcivescovile è la città di Gatineau, dove si trovano la cattedrale di San Giuseppe e l'ex cattedrale di San Giovanni Maria Vianney.
Il territorio si estende su 5.291 km² ed è suddiviso in 51 parrocchie.

### Provincia ecclesiastica
La provincia ecclesiastica di Gatineau, istituita nel 1990, comprende le seguenti suffraganee:
- la diocesi di Amos, eretta nel 1938;
- la diocesi di Rouyn-Noranda, eretta nel 1973.

### Istituti religiosi
Alla fine del 2012, contavano case in diocesi:
- gli istituti religiosi maschili dei cappuccini, dei dehoniani, dei domenicani, degli eudisti, dei fratelli e padri maristi, dei missionari di Mariannhill, degli oblati di Maria Immacolata e degli spiritani;
- gli istituti religiosi delle antoniane di Maria, delle grigie della Croce, delle domenicane della Santissima Trinità, delle figlie della Sapienza, delle francescane missionarie di Maria, delle missionarie di Nostra Signora d'Africa, delle suore del Sacro Cuore di Saint-Jacut, delle suore dei Sacri Cuori di Mormaison, delle suore dei Sacri Cuori di Paramé, delle ancelle di Gesù-Maria, delle suore della Sacra Famiglia di Bordeaux, delle suore di Santa Maria di Namur; gli istituti secolari Jésus-est-Seigneur, Voluntas Dei, delle oblate missionarie di Maria Immacolata.[1]

## Storia
La diocesi di Hull fu eretta il 27 aprile 1963 con la bolla Quia dioecesim di papa Giovanni XXIII, ricavandone il territorio dall'arcidiocesi di Ottawa (oggi arcidiocesi di Ottawa-Cornwall), di cui originariamente era suffraganea. La diocesi aveva sede a Hull, oggi quartiere di Gatineau, dove si trovava la cattedrale del Santissimo Redentore.
Il 1º marzo 1982 assunse il nome di diocesi di Gatineau-Hull, per il trasferimento della sede vescovile a Gatineau, dove fu eretta a cattedrale la chiesa di San Giovanni Maria Vianney, mentre la chiesa di San Giuseppe di Hull divenne concattedrale della diocesi.
Il 30 giugno 1989, con la lettera apostolica Neminem quidem, papa Giovanni Paolo II ha confermato la Beata Maria Vergine, Madre della Chiesa, e San Giuseppe Operaio patroni della diocesi.
Il 31 ottobre 1990 in forza della bolla De spirituali Christifidelium di papa Giovanni Paolo II fu elevata al rango di arcidiocesi metropolitana.
Il 28 ottobre 2005 ha assunto il nome attuale in forza del decreto S. Consistorialis Congregationis della Congregazione per i vescovi, e contestualmente la cattedrale è stata trasferita nella chiesa di San Giuseppe di Hull. Questo provvedimento fu motivato dal fatto che nel 2002 era nata la nuova città di Gatineau, che accorpava diverse città precedenti, che si trovavano a nord del fiume Ottawa, tra cui anche Hull.
Il 1º giugno 2022 si è ampliata, ottenendo dalla sede di Mont-Laurier, contestualmente unita nella diocesi di Saint-Jérôme-Mont-Laurier, 4 parrocchie e la cura pastorale della parrocchia di St-Roch de Lac-Cayamant, appartenente alla diocesi di Pembroke.

## Cronotassi dei vescovi
Si omettono i periodi di sede vacante non superiori ai 2 anni o non storicamente accertati.
- Paul-Émile Charbonneau † (21 maggio 1963 - 12 aprile 1973 dimesso)
- Joseph Adolphe Proulx † (13 febbraio 1974 - 22 luglio 1987 deceduto)
- Roger Ébacher (30 marzo 1988 - 12 ottobre 2011 ritirato)
- Paul-André Durocher, dal 12 ottobre 2011

## Statistiche
L'arcidiocesi nel 2021 su una popolazione di 369.174 persone contava 265.805 battezzati, corrispondenti al 72,0% del totale.
| anno | popolazione | popolazione | popolazione | presbiteri | presbiteri | presbiteri | presbiteri                | diaconi | religiosi | religiosi | parrocchie |
| anno | battezzati  | totale      | %           | numero     | secolari   | regolari   | battezzati per presbitero | diaconi | uomini    | donne     | parrocchie |
| ---- | ----------- | ----------- | ----------- | ---------- | ---------- | ---------- | ------------------------- | ------- | --------- | --------- | ---------- |
| 1966 | 127.770     | 153.000     | 83,5        | 241        | 129        | 112        | 530                       |         | 134       | 553       | 61         |
| 1970 | 134.243     | 154.019     | 87,2        | 203        | 121        | 82         | 661                       |         | 122       | 525       | 55         |
| 1976 | 150.230     | 181.000     | 83,0        | 182        | 106        | 76         | 825                       | 2       | 106       | 324       | 58         |
| 1980 | 186.000     | 206.000     | 90,3        | 151        | 78         | 73         | 1.231                     | 1       | 101       | 368       | 50         |
| 1990 | 203.200     | 226.000     | 89,9        | 115        | 59         | 56         | 1.766                     | 2       | 63        | 294       | 66         |
| 1999 | 220.023     | 254.808     | 86,3        | 84         | 47         | 37         | 2.619                     |         | 40        | 244       | 60         |
| 2000 | 220.023     | 254.808     | 86,3        | 86         | 47         | 39         | 2.558                     | 1       | 45        | 234       | 61         |
| 2001 | 220.023     | 254.808     | 86,3        | 89         | 48         | 41         | 2.472                     | 1       | 47        | 224       | 61         |
| 2002 | 238.646     | 276.371     | 86,3        | 89         | 51         | 38         | 2.681                     | 1       | 41        | 212       | 61         |
| 2003 | 238.646     | 276.371     | 86,3        | 83         | 50         | 33         | 2.875                     | 1       | 42        | 200       | 61         |
| 2004 | 238.646     | 276.371     | 86,3        | 80         | 47         | 33         | 2.983                     | 1       | 44        | 199       | 61         |
| 2006 | 231.325     | 277.192     | 83,5        | 76         | 47         | 29         | 3.043                     |         | 39        | 202       | 61         |
| 2013 | 266.348     | 332.935     | 80,0        | 61         | 40         | 21         | 4.366                     | 1       | 35        | 130       | 53         |
| 2016 | 283.022     | 353.573     | 80,0        | 62         | 41         | 21         | 4.564                     | 3       | 38        | 102       | 53         |
| 2019 | 259.433     | 360.324     | 72,0        | 56         | 41         | 15         | 4.632                     | 4       | 18        | 91        | 51         |
| 2021 | 265.805     | 369.174     | 72,0        | 50         | 35         | 15         | 5.316                     | 4       | 19        | 80        | 51         |